# Bazina

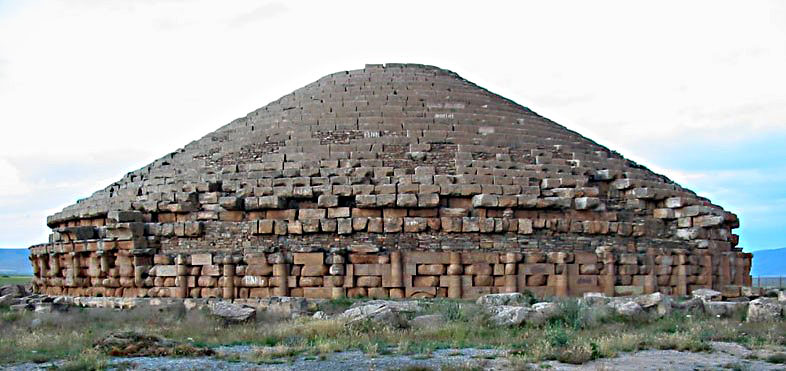
Medracen en Batna, Argelia.

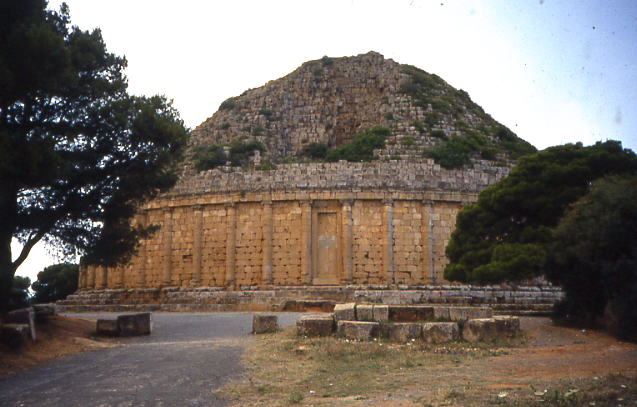
Tumba real en Tipaza, Argelia.

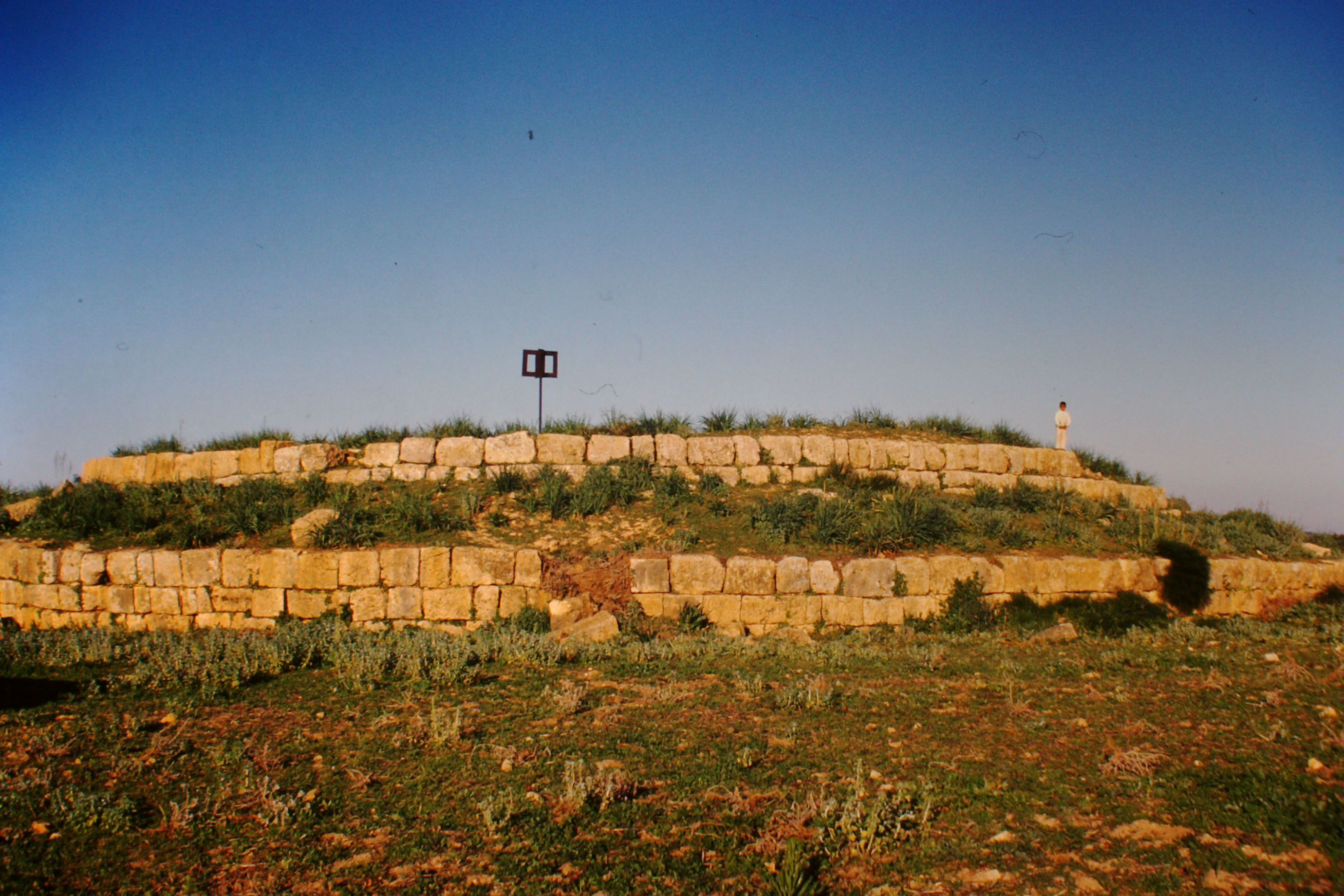
El Gour en Meknès, Marruecos.

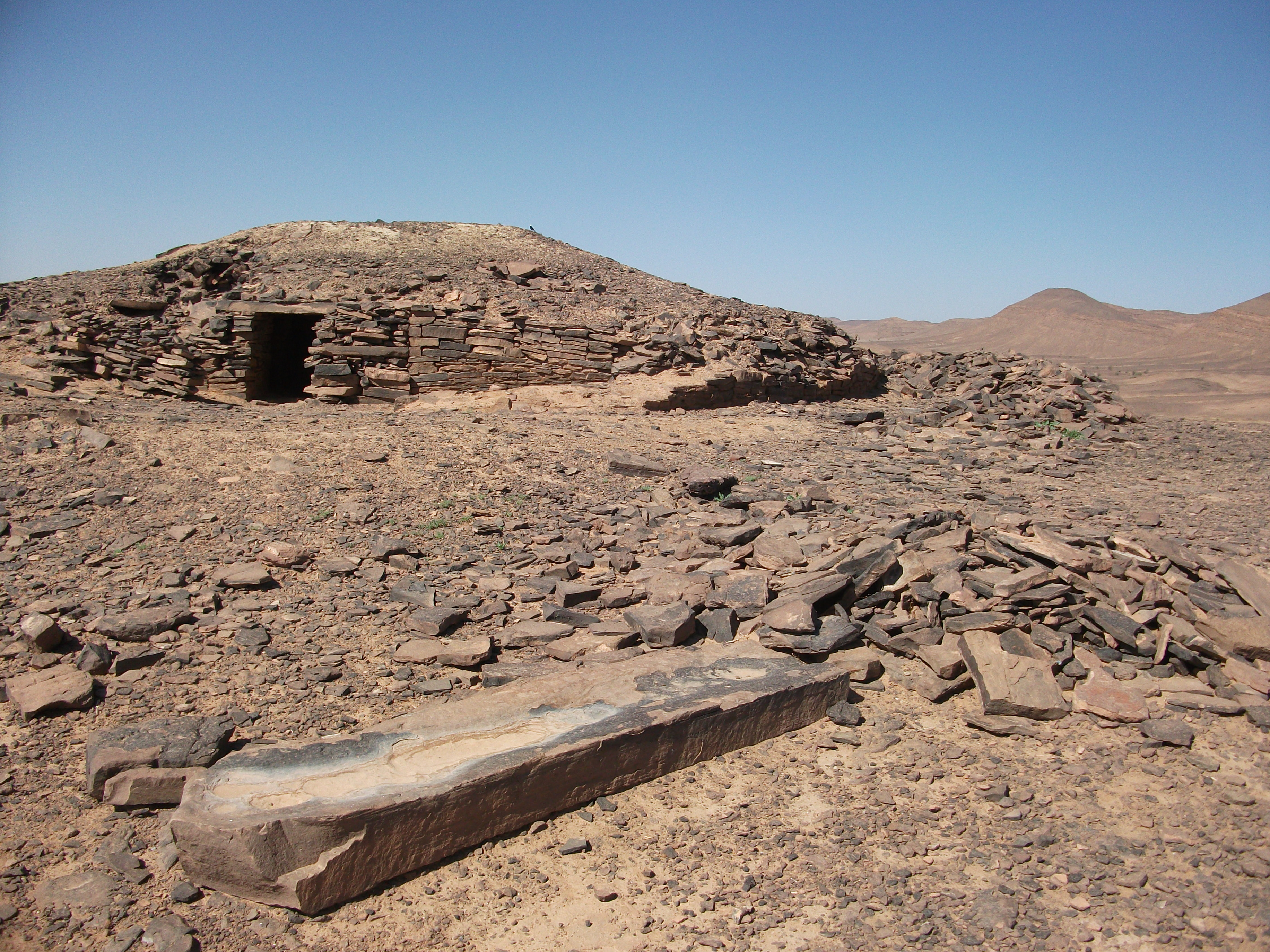
Túmulo en Taouz, Marruecos.

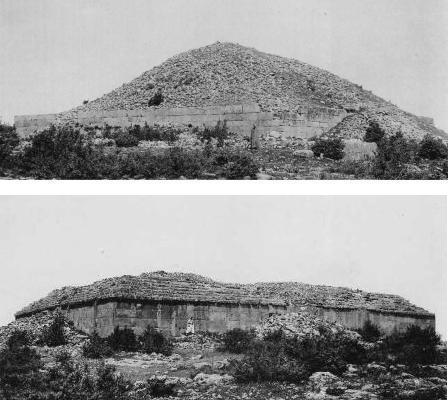
Yedares en Frenda, Argelia.

Una bazina es un monumento funerario prehistórico, en su mayoría de dos alturas rodeado por muros de piedra en las áreas habitadas por bereberes del Norte de África. El sofisticado principio de construcción observado en los complejos de Batna, Chellala, Frenda, Tamda, Tiaret y Tipaza (todos en el norte de Argelia) requiere un largo desarrollo y posiblemente influencias arquitectónicas extranjeras.
Tan numerosas como los túmulos de piedra o tierra, las bazinas cubren casi todo el Magreb y el Sáhara. Su número, su forma, su presencia en necrópolis mezcladas con túmulos han hecho que muchos autores no consideren útil distinguirlas de estos últimos y llamen indistintamente túmulos a tumbas de piedra seca con o sin una arquitectura más o menos simple.

## Descripción
Originalmente, las bazinas del Magreb eran monumentos funerarios circulares, con el exterior en cantería seca o losas de piedra de mayor tamaño y el interior, relleno de tierra o arena. Las superestructuras en forma de montículo de las bazinas posteriores, que no estaban presentes o no se conservaban en las construcciones sencillas de la región del Sáhara, que probablemente aún era rica en plantas y animales en aquella época, sugieren referencias a los túmulos que también se encuentran en el norte de África (por ejemplo, en Volubilis). Estos evolucionaron, quizás por influencia egipcia (mastabas), posiblemente en una época posterior hasta convertirse en construcciones de piedra de dos alturas, escalonadas en el piso superior, que sin embargo conservaban su forma de montículo redondeado.
A veces, las bazinas del periodo tardío adquieren grandes dimensiones tanto en superficie como en altura, recordando a los grandes crómlechs y túmulos funerarios de las culturas megalíticas (table des Marchand, Gavrinis o Newgrange), pero a diferencia de las grandes estructuras funerarias megalíticas de Europa, el lugar de enterramiento estaba cerrado, de modo que, al menos en el caso de las estructuras tardías, no es reconocible ninguna entrada y, por tanto, ninguna orientación astronómica de ningún tipo. Además, los enterrados aquí no solían disponer de una cámara funeraria, sino que se les enterraba en tierra amontonada o debajo de ella.

## Historia
En la década de 1950, Gabriel Camps veía en las bazinas del norte del Magreb las precursoras de los conjuntos megalíticos locales. Esta hipótesis ha quedado obsoleta por la creciente datación de las estructuras megalíticas de Malta, el crómlech de Enzora (Marruecos) y las estructuras tunecinas de Ellès y Makthar. La suposición posterior de que las bazinas están en la tradición de las construcciones circulares del Neolítico, como el círculo de piedras de M'zora o los templos de Malta, no puede descartarse por completo. Sin embargo, la continuación de la tradición megalítica desde el Neolítico hasta las Bbazinas no deja de ser problemática, ya que en el período postneolítico se paralizó la tradición de construir con monolitos.
La forma circular y la estructura de dos alturas de las bazinas representan probablemente un desarrollo independiente de los pueblos bereberes norteafricanos en el periodo postneolítico, es decir, en el II y el I milenio a. C., por lo que no puede descartarse el recurso a los túmulos megalíticos. Los elementos arquitectónicos (semicolumnas con capiteles) de los muros exteriores de algunas grandes estructuras del periodo tardío recuerdan mucho a las tradiciones constructivas helenísticas o romanas provinciales, como también puede verse, por ejemplo, en el anfiteatro de El Djem, Túnez (siglo III).

## Simbolismo
La forma circular de las bazinas está estrechamente vinculada a lo ilimitado e infinito de la bóveda celeste. Difiere significativamente de la tradición de las tiendas nómadas (tiendas bereberes) de planta rectangular, que se mantienen desde hace miles de años, y de las primeras viviendas de barro o piedra (tighremt), que datan de épocas posteriores.